# Wayne Maxner
Wayne Maxner (Halifax, Canadá; 27 de septiembre de 1942-27 de julio de 2023) fue un jugador y entrenador canadiense de hockey sobre hielo que jugó en la posición de ala izquierda.

## Estadísticas

### Jugador
| 1959–60   | Barrie Colts         | WOJHL     | —   | —   | —   | —   | —  | —  | —  | —  | —  | — |
| 1959–60   | Barrie Flyers        | OHA       | —   | —   | —   | —   | —  | 3  | 1  | 0  | 1  | 0 |
| 1960–61   | Barrie Colts         | WOJHL     | —   | —   | —   | —   | —  | —  | —  | —  | —  | — |
| 1961–62   | Niagara Falls Flyers | OHA       | 28  | 14  | 15  | 29  | 38 | 10 | 7  | 4  | 11 | 4 |
| 1962–63   | Niagara Falls Flyers | OHA       | 50  | 32  | 62  | 94  | 48 | 7  | 11 | 3  | 14 | 6 |
| 1962–63   | Niagara Falls Flyers | M-Cup     | —   | —   | —   | —   | —  | 16 | 15 | 20 | 35 | 4 |
| 1963–64   | Minneapolis Bruins   | CPHL      | 70  | 27  | 29  | 56  | 44 | 5  | 2  | 1  | 3  | 0 |
| 1964–65   | Boston Bruins        | NHL       | 54  | 7   | 6   | 13  | 42 | —  | —  | —  | —  | — |
| 1964–65   | Minneapolis Bruins   | CPHL      | 16  | 8   | 11  | 19  | 20 | —  | —  | —  | —  | — |
| 1965–66   | Boston Bruins        | NHL       | 8   | 1   | 3   | 4   | 6  | —  | —  | —  | —  | — |
| 1965–66   | San Francisco Seals  | WHL       | 60  | 20  | 20  | 40  | 50 | 5  | 1  | 1  | 2  | 0 |
| 1966–67   | California Seals     | WHL       | 67  | 25  | 35  | 60  | 54 | 6  | 0  | 2  | 2  | 0 |
| 1967–68   | Hershey Bears        | AHL       | 54  | 13  | 20  | 33  | 16 | 2  | 0  | 0  | 0  | 2 |
| 1969–70   | Long Island Ducks    | EHL       | 64  | 41  | 41  | 82  | 30 | —  | —  | —  | —  | — |
| 1970–71   | Montréal Voyageurs   | AHL       | 4   | 0   | 0   | 0   | 0  | —  | —  | —  | —  | — |
| 1970–71   | Long Island Ducks    | EHL       | 64  | 44  | 43  | 87  | 12 | —  | —  | —  | —  | — |
| 1971–72   | Gander Flyers        | NSHL      | 36  | 52  | 59  | 111 | 10 | 8  | 7  | 10 | 17 | 2 |
| 1972–73   | HYS The Hague        | NED       | 10  | 21  | 19  | 40  | —  | —  | —  | —  | —  | — |
| 1972–73   | Long Island Ducks    | EHL       | 35  | 19  | 39  | 58  | 2  | —  | —  | —  | —  | — |
| 1972–73   | Springfield Indians  | AHL       | 4   | 0   | 1   | 1   | 2  | —  | —  | —  | —  | — |
| Total EHL | Total EHL            | Total EHL | 163 | 104 | 123 | 227 | 44 | —  | —  | —  | —  | — |
| Total NHL | Total NHL            | Total NHL | 62  | 8   | 9   | 17  | 48 | —  | —  | —  | —  | — |

### Entrenador en NHL
| Equipo            | Temporada | Temporada Regular | Temporada Regular | Temporada Regular | Temporada Regular | Temporada Regular | Temporada Regular | Playoff      |
| Equipo            | Temporada | J                 | G                 | P                 | E                 | Pts               | Posición          | Resultado    |
| ----------------- | --------- | ----------------- | ----------------- | ----------------- | ----------------- | ----------------- | ----------------- | ------------ |
| Detroit Red Wings | 1980-81   | 60                | 16                | 29                | 15                | (56)              | 5° en Norris      | No clasificó |
| Detroit Red Wings | 1981-82   | 69                | 18                | 39                | 12                | (54)              | 6° en Norris      | No clasificó |
| Total             | Total     | 129               | 34                | 66                | 27                |                   |                   |              |

## Logros
- Ganador del Eddie Powers Memorial Trophy en 1963.[3]